# Deutschrock
Deutschrock ist eine Bezeichnung für deutschsprachige Rockmusik, die als eigenständiges Musikgenre mit Bands wie Ihre Kinder und Ton Steine Scherben um 1970 erstmals im subkulturellen Umfeld auftauchte und mit Udo Lindenberg Mitte der 1970er Jahre den musikalischen Mainstream erreichte. Der Begriff unterlag im Laufe der Zeit verschiedenen Wandlungen, die zum Teil auch als Genrebezeichnung Verwendung erfuhr. Eine genaue Charakterisierung des Deutschrocks als solchen gibt es daher nicht. Einzige Gemeinsamkeit bleibt die deutsche Sprache und die eher rockige Ausrichtung der Interpreten, wobei dies als Einschlusskriterium nicht immer ausreicht und auch Pop-Interpreten gelegentlich darunter fallen.

## Definition
Im Unterschied zum Krautrock, der englischsprachige oder instrumentale deutsche Gruppen mit oft lang ausufernden und psychedelischen Kompositionen, gegen Ende der 1960er und Anfang der 1970er bezeichnet, zeichnet sich der Deutschrock durch eine stärkere Rock- und Bluesorientierung, kürzere Songs (2 bis 5 Minuten) und alltagsbezogene Texte aus. Die Entstehungsgeschichten dieser beiden Strömungen überschneiden sich zeitlich. 
In einer zusätzlichen Definition bezeichnet Deutschrock die Gesamtheit der entsprechenden Musikszene, deren Bands auf Deutsch singen.

## Geschichte
Ende der 1960er Jahre wurde von deutschen Bands nicht mehr nur US-amerikanischer oder britischer Beat „kopiert“, sondern ein eigener Stil kreiert, geprägt durch lange Improvisationen, einen schweren Sound, experimentelle Klänge und über allem der Geist eines neuen Lebensgefühls. Die Essener Songtage 1968 gelten als Debüt einer eigenständigen deutschen Rockmusik. Erste westdeutsche Vertreter waren die englisch singenden Amon Düül, Guru Guru, Can, Organisation (später Kraftwerk), Embryo, Tangerine Dream, Percewood’s Onagram, auf ostdeutscher Seite Reinhard Lakomy, Puhdys, Panta Rhei (später Karat), Petra Zieger, Klaus Renft Combo usw. Hinzu kamen Ihre Kinder aus Nürnberg, die erstmals deutsche Texte zu Rockmusik intonierten und somit als die ersten „Deutschrocker“ im eigentlichen Sinn auftauchten, sowie Murphy aus Hannover in diesem Genre, die später als Combo Colossale zu Zeiten der NDW von sich reden machten.
Während die neuen Töne im Inland nur bei Kritikern und wenigen Avantgardisten Anklang fanden, erwarben sich Tangerine Dream, Klaus Schulze, Wallenstein, Agitation Free in Frankreich und Italien Starstatus. Andere wie Amon Düül, Epitaph oder Can wurden nach England zu Tourneen eingeladen. Kraftwerk waren die ersten Deutschen mit einem Top-Ten-Album in den USA.
Die Kommerzialisierung des Deutschrock begann mit Udo Lindenberg und Wallensteins Titel Charline, der als erster deutscher Rocksong in der Tagesschau vorgestellt wurde. Deutschrock hatte Mitte der 1970er den Underground verlassen und das kommerzielle Level erklommen; die Majorlabels investierten in die deutsche Rockmusik. Metronome gründete das Brain-Label, Phonogram das Zebra-Label, Bellaphon startete Bacillus, Intercord ging mit Spiegelei an den Start – alles Label ausschließlich für Deutschrock/Krautrock.
Der Übergang zwischen Deutsch- und Krautrock wurde zusehends fließender. Bands wie Novalis und Karat bedienten gewissermaßen beide Genres. Es gab Berührungspunkte mit Progressive Rock, Hard Rock, Jazz Rock und Folk. Ein Marius Müller-Westernhagen suchte dagegen ähnlich wie Udo Lindenberg den Übergang deutschsprachiger Rockmusik zum Pop. Eine weitere Besonderheit stellte die Gruppe Ougenweide dar, die zum ersten Mal deutschsprachige Rockmusik mit mittelalterlich-folkloristischen Elementen verband (Mittelalter-Rock).

### 1980er Jahre
Gegen Ende der 1970er Jahre kamen Einflüsse aus Punk und New Wave hinzu. Westdeutsche Bands wie Einstürzende Neubauten, Interzone, Spliff und BAP setzten mit Aufkommen der NDW (Neue Deutsche Welle) einen rockigeren Gegentrend (wobei sich die Neue Deutsche Welle mit dem aus Punk und Elektronica resultierenden Minimalismus-Pop anfänglich durchaus als Rockmusik definierte). Auch die vom Punk geprägte Nina Hagen Band, aus der später Spliff wurde, sowie die kölsche Zeltinger Band und die hannoversche Combo Colossale kann man dem Deutschrock zurechnen. In den späteren 1980er Jahren entstand eine neue Generation des Deutschrocks mit Bands wie Böhse Onkelz, Die Ärzte, Die Toten Hosen sowie vielen anderen, die sich oftmals musikalisch an Punkrock und Oi! anlehnten.
Im Laufe der 1980er Jahre – auch infolge des immensen internationalen Erfolges der NDW – kam es in der Bundesrepublik und darüber hinaus zu einem regelrechten Deutschrock-Boom, der sowohl den bereits bestehenden als auch vielen neuen Bands einzigartige Erfolge bringen sollte (die zum Teil bis heute anhalten). Herbert Grönemeyer, Wolf Maahn, Heinz Rudolf Kunze, Klaus Lage und viele andere Künstler tauchten auf der Bildfläche auf und gaben dem Deutschrock eine neue poppige Note. Schlagersänger wie Peter Maffay, Juliane Werding und Gitte wurden „rockiger“. Ebenso konnten sich regionale Größen (wie BAP, die Rodgau Monotones, die Spider Murphy Gang oder Schwoißfuaß) und Musiker aus Österreich (wie Wolfgang Ambros) mit deutschsprachigem Mundart-Rock etablieren. Im Zuge der allgemeinen Kommerzialisierung deutschsprachiger Popmusik machte auch der ehemalige Ton-Steine-Scherben-Frontmann Rio Reiser eine „zweite Karriere“. Auch Marius Müller-Westernhagen konnte zum Ende des Jahrzehnts nach längerer Durststrecke an alte Erfolge anknüpfen und übertraf sie sogar. Höhepunkt dieses Booms war der deutsche Beitrag zum Live-Aid-Konzert 1985: die Band für Afrika mit der Rockballade Nackt im Wind (zu der sich jedoch auch Vertreter aus Schlager, Pop und NDW dazugesellten).
Zum Ende des Jahrzehnts gab die deutsche Wiedervereinigung der Musikszene neue Impulse, einige langjährige DDR-Bands wurden im Westen „neu entdeckt“.

### 1990er Jahre
In den 1990er Jahren wurde der Deutschrock differenzierter. Die Mischungen unterschiedlichster Musikstile hatte die Abgrenzung zu anderen Genres aufweichen lassen – von Metal, House und Techno über folkloristische Einflüsse bis Liedermachertum und Schlager. So verknüpfte beispielsweise die bislang englisch singende Band Element of Crime aus Berlin Rock mit Chanson, während der aus Essen stammende Stefan Stoppok Rock mit Blues und Folk in Verbindung brachte. Deutscher Hip-Hop wurde salonfähig und griff in seiner weiteren Entwicklung auch „Rock-Elemente“ auf (ein frühes Beispiel war die Kooperation Megavier). Andere Bands wie z. B. Selig vertraten den Grunge. Such a Surge wurden zu den bekanntesten deutschsprachigen Vertreten des Rap-Rock.
Einen gewissen Einfluss auf die Entwicklung des Deutschrock hatten seit Ende der 1980er Jahre auch die Bands der sogenannten Hamburger Schule, deren Hauptmerkmale anspruchsvolle bis intellektuelle Texte sind, die oft ein politisch sehr linkes Weltbild transportieren. Unter ihnen erlangten Blumfeld, Die Sterne und Tocotronic die größte Popularität.
Ab Mitte der 90er Jahre erfuhr die Neue Deutsche Härte durch Bands wie Oomph! und Rammstein einen starken Popularitätsschub. Im Unterschied zu den meisten anderen Spielarten des deutschsprachigen Rock war diese in Heavy Metal, Punk und Industrial sowie deutlichen Einflüssen der Schwarzen Szene verwurzelte Musik deutlich härter und düsterer und machte häufig durch morbide und provokante Texte sowie effektvolle und provokante Bühnenshows und Musikvideos auf sich aufmerksam.
Mit Aufkommen der polykulturellen Gesellschaft wurde auch die Musik im deutschsprachigen Raum eklektizistischer – vieles klang wie bereits dagewesen und doch neu. Des Weiteren erlebte man in diesem Jahrzehnt zum ersten Mal „Rockgruppen aus der Retorte“, sprich: von Musiklabels anhand von Castings zusammengestellte Bandprojekte.

### Entwicklungen seit den 2000er Jahren
Ab den 2000er Jahren entwickelte sich der Begriff „Deutschrock“ in zwei divergierende Szenen. Zum einen meint „Deutschrock“ heute alles, was deutschsprachig ist und unter den Genrebegriff Rock gefasst werden kann. Damit gemeint sind einerseits vornehmlich dem Pop-Rock zuzuordnende Bands wie Tokio Hotel, Juli, Revolverheld, Killerpilze oder Silbermond, die Mitte der 2000er Jahre beachtliche Erfolge erlangten und damit für einen neuen Boom deutschsprachiger Musik sorgten, andererseits aber auch stärker im Independent-Bereich operierende Bands wie Wir sind Helden, Sportfreunde Stiller und Madsen oder die bereits seit den 1980er Jahren aktiven Hamburger-Schule-Bands.
Daneben wird der Begriff Deutschrock auch für Bands im Stile der Böhsen Onkelz verwendet, deren musikalische Wurzeln vorwiegend im Oi!-Punk liegen. Um ihn von dem anderen Begriffsverständnis abzugrenzen, wird er gelegentlich auch als „Neuer Deutschrock“ bezeichnet. Nach Auflösung der Böhsen Onkelz 2005 gewannen stilistisch ähnliche Bands (z. B. Kneipenterroristen) an Bekanntheit. Zu den bekannteren Vertretern zählen die Südtiroler Bands Frei.Wild und Unantastbar. Viele Bands aus der Punk- und Skinhead-Szene sprangen ebenfalls auf diesen Zug auf, so zum Beispiel Toxpack, KrawallBrüder, Betontod oder Kärbholz. Auch zur Schwarzen Szene gibt es mit Eisbrecher oder Megaherz Berührungspunkte. Die meisten Bands dieser Definition von Deutschrock sind politisch eher dem rechten und konservativen Spektrum zuzuordnen, wobei einigen Bands, insbesondere den Böhsen Onkelz und Frei.Wild, trotz entsprechender Distanzierungen, häufig unterstellt wird rechtsextrem zu sein. Dennoch ist Deutschrock nicht mit dem offen rechtsradikalen Rechtsrock zu verwechseln. Es gibt zudem auch Ausnahmen wie die eher linksgerichteten Bands Broilers oder Berliner Weisse, die sich weitestgehend dem Deutschrockgenre nicht zugehörig fühlen.